# Quercus hondae
Espèce
Classification phylogénétique
Quercus hondae est une espèce d'arbres du sous-genre Cyclobalanopsis. L'espèce est présente au Japon.